# Kanton Bas-en-Basset
Kanton Bas-en-Basset (fr. Canton de Bas-en-Basset) je francouzský kanton v departementu Haute-Loire v regionu Auvergne. Tvoří ho šest obcí.

## Obce kantonu
- Bas-en-Basset
- Boisset
- Malvalette
- Saint-Pal-de-Chalencon
- Tiranges
- Valprivas